# Гаврино (Белозерский район)
Гаврино — деревня в Белозерском районе Вологодской области.
Входит в состав Шольского сельского поселения, с точки зрения административно-территориального деления — в Шольский сельсовет.
Расположена на правом берегу реки Шолы. Расстояние по автодороге до районного центра Белозерска составляет 103 км, до центра муниципального образования села Зубово — 2 км. Ближайшие населённые пункты — Верховье, Есино, Зубово, Митино, Смолино.
Население по данным переписи 2002 года — 101 человек (56 мужчин, 45 женщин). Преобладающая национальность — русские (99 %).